# EMD AEM-7
Die EMD AEM-7 ist eine vierachsige elektrische Schnellzug-Lokomotive, die im Osten der USA bei mehreren Eisenbahngesellschaften, unter anderem Amtrak, im Einsatz war.

## Geschichte
In den 1970er Jahren benötigte die staatliche US-amerikanische Personenverkehrsgesellschaft Amtrak für ihr elektrisches Teilnetz zwischen New York City, Philadelphia/Harrisburg und Washington, D.C. leistungsfähige elektrische Lokomotiven, vornehmlich um den alternden Bestand an Lokomotiven der PRR-Klasse GG1 zu ersetzen. General Electric antwortete mit schweren sechsachsigen Lokomotiven der Reihe E60. Mangelnde Erfahrung mit schnell fahrenden Lokomotiven seitens des Herstellers führte zu Konstruktionsmängeln und nach mehreren schweren Entgleisungen reduzierte die Aufsichtsbehörde Federal Railroad Administration die Höchstgeschwindigkeit der E60 auf 145 km/h (90 mph) im Gegensatz zu 193 km/h (120 mph) vorher. Damit konnte die E60 die erforderlichen Fahrzeiten nicht einhalten. Da die heimische Industrie nicht in der Lage war, geeignete Lokomotiven zu liefern, schaute man sich in Europa um. Sowohl aus Frankreich (CC 21000) als auch Schweden (Rc4) importierte man je einen Prototyp, die beide nach umfangreichen Umbauten ausgiebig getestet wurden. Die französische Lok wurde als X996 bezeichnet, die schwedische als X995.
Letztendlich erwies sich die vierachsige Rc4 als geeigneter für den schnellen Personenverkehr, weswegen ASEA den Zuschlag bekam. Amtrak bestellte 1977 zunächst dreißig Fahrzeuge; 1980 wurden weitere 17 in Auftrag gegeben. Während die Drehgestelle, die elektrische Ausrüstung und mechanische Hauptbaugruppen aus Schweden importiert wurden, stellte Budd die Wagenkästen her. Die Endmontage erfolgte bei EMD. Die erste Lok ging 1979 in Betrieb; weitere 46 folgten bis 1982 und halfen, die alternden GG1 zügig auszumustern. 1987 bestellte Amtrak erneut sieben Stück, die 1988 geliefert wurden. Nachdem Budd 1987 aus dem Schienenfahrzeugbau ausgestiegen ist, wurden die Kästen der zuletzt gebauten Lokomotiven von Simmering-Graz-Pauker aus Österreich zugeliefert. MARC, eine Nahverkehrsgesellschaft aus Maryland, bestellte 1986 vier Stück, SEPTA aus Pennsylvania ein Jahr später sieben. Aufgrund der gerippten Seitenwände sowie der Brände bei Fahrzeugstörungen erhielten die Lokomotiven schnell den Spitznamen „Toaster“. Die AEM-7 ist eine Mehrsystem-Lokomotive und kann daher im gesamten Nord-Ost-Korridor eingesetzt werden; sie bildete über Jahrzehnte das Rückgrat des Personenverkehrs auf den elektrifizierten Strecken der Amtrak. Nach Auslieferung der neuen ACS-64 wurden die letzten AEM-7 der Amtrak 2016 ausgemustert, MARC betrieb seine Lokomotiven bis 2017, SEPTA bis 2018.
Caltrain kaufte zwei ausgemusterte EMD AEM-7 mit den Nummern 929 und 938 von Amtrak zum Testen und für Abnahmefahrten der mit der Elektrifizierung neu geschaffenen elektrischen Anlagen. Die Überführung fand im Juni 2019 statt, indem sie an den California Zephyr gekuppelt wurden. Anschließend sollen sie verschrottet werden.

## AEM-7AC

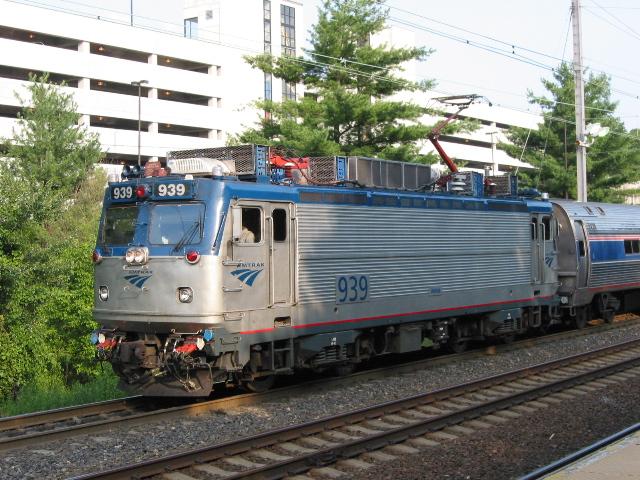
AEM-7AC #939

1999 begannen Amtrak und Alstom ein Modernisierungsprogramm der AEM-7, wobei die modernisierten Lokomotiven als AEM-7AC bezeichnet wurden. Sie erhielten einen neuen Antriebsstrang in IGBT-Umrichtertechnik mit Asynchronfahrmotoren sowie neue Führerstände. Die Traktionsleistung betrug 5 MW, die Leistung der 3-phasigen Zugsammelschiene (HEP) wurde von 500 kw auf 1 MW erhöht. Dadurch konnten die Lokomotiven Züge mit bis zu zwölf Personenwagen ziehen, was zuvor aufgrund der Zugsammelschienenleistung den Einsatz von zwei AEM-7 erforderte. Insgesamt wurden 29 Lokomotiven umgerüstet. Auch die AEM-7AC wurden bis 2016 ausgemustert.
Die kalifornische Bahngesellschaft Caltrain hat 2018 die AEM7 mit den Nummern 929 und 938 für 600.000 US-Dollar erworben und plante, sie für Schulungszwecke sowie für Test- und Abnahmefahrten auf ihrer neu elektrifizierten Strecken einsetzen. Die Überführung erfolgte 2019 durch Amtrak mit dem California Zephyr. Die Lokomotive 938 wurde in Rot-Weiß lackiert, während die 929 noch ihre alte silberne und blaue Amtrak-Lackierung trug.

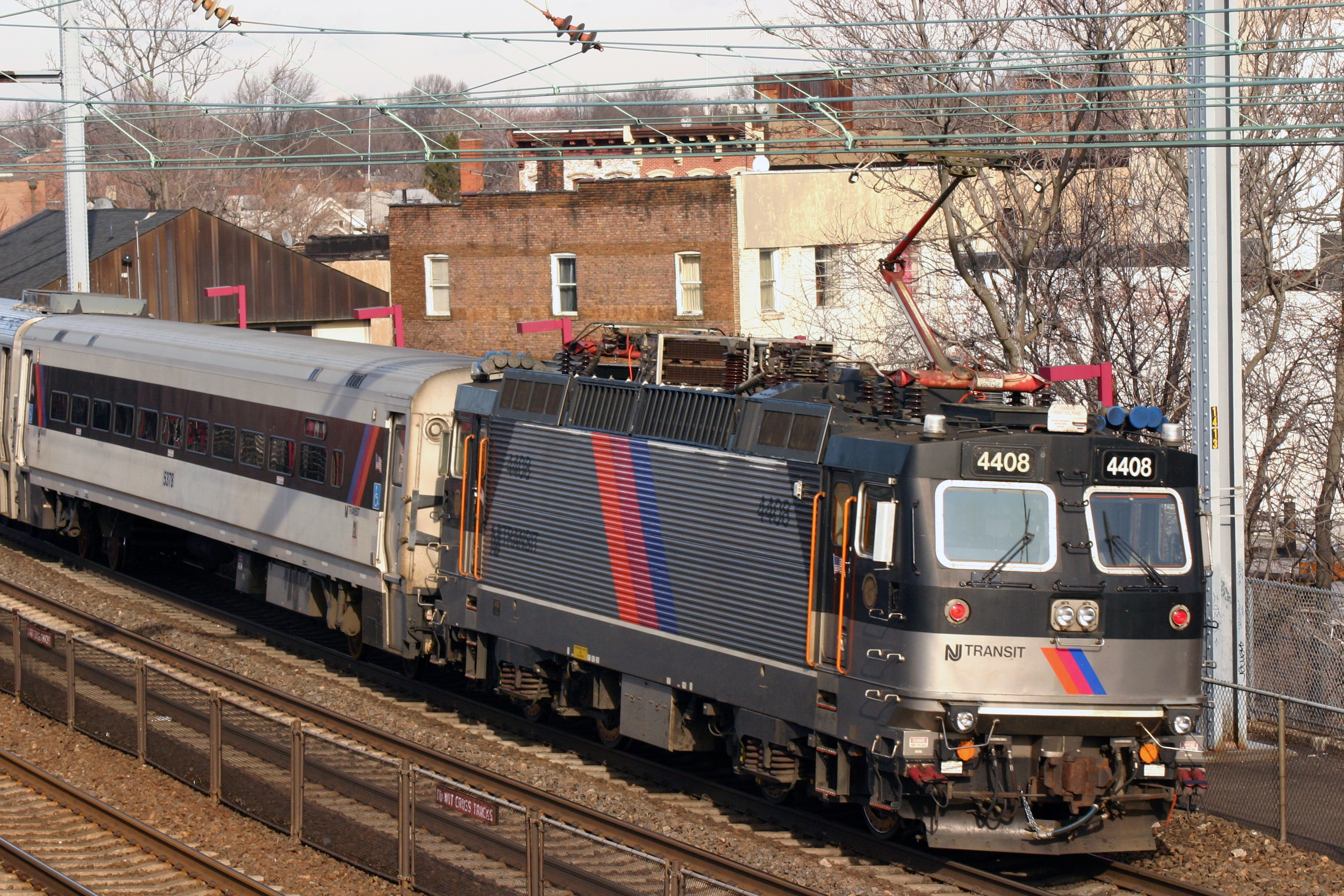
ALP-44 des Betreibers NJ Transit

## ALP-44
NJ Transit, eine der größten Nahverkehrsgesellschaften der USA, die Pendler von New Jersey nach Manhattan befördert, bestellte zwischen 1990 und 1996 insgesamt 32 Lokomotiven der Reihe ALP-44, während SEPTA eine weitere Lokomotive erwarb. Die ALP-44 ist konstruktiv der AEM-7 ähnlich, basiert jedoch auf den neueren schwedischen Rc6 und Rc7. Die Leistungsdaten entsprechen denen der AEM-7 und auch äußerlich sind sich beide Typen sehr ähnlich, abgesehen von den charakteristischen Dachlüfter der ALP-44. 
Die Lokomotiven wurden in drei Unterserien geliefert: Die ersten 15 Lokomotiven mit den Nummern 4400 bis 4414 wurden von 1989 bis 1990 abgeliefert. Sie wurden zunächst als ALP-44 bezeichnet, später jedoch zur Unterscheidung von den anderen Serien als ALP-44O, wobei das O für Original steht. Die zweite Serie bestand aus nur 5 Lokomotiven mit den Nummern 4415 bis 4419, die 1995 geliefert wurden und als ALP-44E bezeichnet wurden, wobei das E für Extended steht. 1996 folgte die letzte Serie mit den Nummern 4420 bis 4431. Diese Lokomotiven unterschieden sich erheblich von den Vorgängerserien, da sie mit einer Mikroprozessorsteuerung ausgestattet waren, weshalb sie als ALP-44M bezeichnet wurden, wobei das M für Mikroprozessor steht. Mit der Einführung der ALP-46 und ALP-46A wurden alle ALP-44 abgestellt; die meisten von ihnen befinden sich im Stummel des ehemaligen Lackawanna-Cut-Offs bei Port Morris.